# Amigos
Amigos — музичний альбом гурту Santana. Виданий 26 березня 1976 року лейблом Columbia Records. Загальна тривалість композицій становить 41:14. Альбом відносять до напрямку рок.

## Список пісень
1. "Dance Sister Dance " — 8:15
2. «Take Me With You» — 5:26
3. «Let Me» — 4:50
4. «Gitano» — 6:13
5. «Tell Me Are You Tired» — 5:42
6. "Europa " — 5:06
7. «Let It Shine» — 5:42

## Хіт-паради
Альбом
| Рік  | Хіт-парад              | Позиція |
| ---- | ---------------------- | ------- |
| 1976 | Billboard Pop Albums   | 10      |
| 1976 | Billboard Black Albums | 10      |

Сингли
| Рік  | Сингл          | Хіт-парад               | Позиція |
| ---- | -------------- | ----------------------- | ------- |
| 1976 | «Let It Shine» | Billboard Hot 100       | 77      |
| 1976 | «Let It Shine» | Billboard Black Singles | 78      |

## Сертифікації
| Організація | Статус  | Дата           |
| ----------- | ------- | -------------- |
| RIAA — USA  | Золотий | 11 червня 1976 |